# 埃克斯 (密蘇里州)
埃克斯（英語：Akers）是位於美國密蘇里州香農縣的非建制地區。

## 歷史
埃克斯的郵局於1884年設立，其後於1965年停運。當地於1925年時共有人口55人。

## 地理
埃克斯所處的海拔為高於海平面251米（即824英呎），而該地所採用的時區為UTC-6，即北美中部時區（CST）。同時該地設有夏令時間，為UTC-6調快一小時，即UTC-5（CDT）。